# Вело-Веронезе
Вело-Веронезе (итал. Velo Veronese, цимбр. Vellje) — коммуна в Италии, располагается в провинции Верона области Венеция.
Население составляет 801 человек (2008 г.), плотность населения составляет 42 чел./км². Занимает площадь 19 км². Почтовый индекс — 37030. Телефонный код — 045.
Покровителем коммуны почитается святой Иоанн Креститель, празднование 24 июня.

## Демография
Динамика населения:

## Администрация коммуны
- Официальный сайт: http://www.baldolessinia.it/velo/ Архивная копия от 26 ноября 2005 на Wayback Machine